# Big Town Girl
Big Town Girl is een Amerikaanse dramafilm uit 1937 onder regie van Alfred L. Werker. Destijds werd de film in Nederland uitgebracht onder de titel De gemaskerde vrouw.

## Verhaal
Fay Loring heeft een baantje in een warenhuis. Wanneer ze uitgroeit tot een bekende radioster, wil ze haar identiteit geheim houden, zodat haar man haar niet kan vinden. Hij is een veroordeelde bankovervaller, die onlangs uit de gevangenis is ontsnapt. 

## Rolverdeling
| Acteur           | Personage         |
| ---------------- | ----------------- |
| Claire Trevor    | Fay Loring        |
| Donald Woods     | Mark Tracey       |
| Alan Dinehart    | Larry Edwards     |
| Alan Baxter      | James Mead        |
| Murray Alper     | Marty             |
| Spencer Charters | Isaiah Wickenback |
| Maurice Cass     | Mijnheer Huff     |
| Irving Bacon     | Pompbediende      |
| George Chandler  | Red Evans         |
| Lillian Yarbo    | Scarlett          |
| Jonathan Hale    | Hershell          |